# Annales des Sciences Naturelles Botanique, sér. 8
Annales des Sciences Naturelles; Botanique, sér. 8 (abreviado Ann. Sci. Nat., Bot., sér. 8) fue una revista ilustrada con descripciones botánicas que fue editada en Francia. Fueron publicados 20 números en los años 1895-1904. Fue precedida por Annales des Sciences Naturelles; Botanique, sér. 7 y reemplazada por Annales des Sciences Naturelles; Botanique, sér. 9.